# عبدالرحیم افسر اصفهانی
عبدالرحیم اصفهانی (درگذشت ۱۳۱۵ه‍. ق) شاعر و خوشنویس، هم‌عصر ناصرالدین‌شاه قاجار در سده سیزدهم هجری در اصفهان است که به «افسر» تخلص می‌کرد.
او فرزند میرزا محمدعلی مسکین، شاعر اصفهانی و پدر فتح‌الله‌خان جلالی (متوفی ۱۳۳۶ق) است که او نیز مانند پدرش شاعر و خوشنویسی اصفهانی است که از نمونه‌های خطش دیوان اشعار ظهیر فاریابی باقی مانده‌است. افسر از خوشنویسانِ بنامِ دورهٔ ظل السلطان در اصفهان بوده‌است. خط نستعلیق را شیرین می‌نوشته و شاگردان زیادی داشته‌است.
از تاریخ تولد او اطلاعی در دست نیست و تذکره‌نویسان دربارهٔ شرح‌حال او چندان ننوشته‌اند، فقط مؤلف کتاب مرآة البلدان که دربارهٔ شعرای اصفهان است، او را فرزند میرزا مسکین معرفی کرده و آورده‌است که نستعلیق را خوش می‌نوشت. لطف‌الله هنرفر نیز در کتاب خود، گنجینهٔ آثار تاریخی اصفهان، افسر را نسخ‌نویس نیز دانسته‌است. افسر مردی آرام و درویش مسلک بود و از راه کتابت و تعلیم خط به اعیان‌زادگان شهر، معیشتی فقیرانه داشت. او بسیار شیرین و در عین حال استوار کتابت می‌کرد.

## آثار
برخی آثار عبدالرحیم افسر بدین قرارند:
1. خط و شعر و کتیبه کاشیکاری سردر تکیه محمد جعفرآباده‌ای، جنب مسجد رکن‌الملک تخت فولاد اصفهان.
2. کتیبه کاشیکاری اشعار اطراف سردر تکیه دولت اصفهان که تا مدتی قبل باقی بود و بعداً به کلی از بین رفت.
3. نسخه‌ای از جهانگشای عطاملک جوینی، به قلم کتابت جلی عالی با رقم و تاریخ محفوظ در کتابخانه استانبول.
4. کتابت قصیدهای که میرزا مسکین، پدر وی، سروده‌است و او به قلم کتابت خفی نزدیک به غبار خوش، نوشته و به معتمدالدوله تقدیم کرده‌است.
5. نسخه‌ای از گلشن راز شبستری، به قلم کتابت خفی عالی.
6. قسمت اول روزنامه فرهنگ از یادگارهای خط اوست که در زمان حکومت ظل‌السلطان در اصفهان چاپ سنگی شد و قسمت‌های دیگرش به خط پسر او، میرزا فتح‌الله‌خان جلالی است.